# Marion (Pensilvania)
Marion es un lugar designado por el censo (en inglés, census-designated place, CDP) ubicado en el condado de Franklin, Pensilvania, Estados Unidos. Según el censo de 2020, tiene una población de 851 habitantes.

## Geografía
La localidad está ubicada en las coordenadas 39°51′38″N 77°42′6″O / 39.86056, -77.70167 (39.860658, -77.701570). Según la Oficina del Censo de los Estados Unidos, tiene una superficie total de 5.12 km², correspondientes en su totalidad a tierra firme.